# Yui Ishikawa
Yui Ishikawa (石川 由依 Ishikawa Yui?,  Prefectura de Hyōgo, Japón, 30 de mayo de 1989) es una actriz y seiyū japonesa, afiliada a Sunaoka Office. Antes de convertirse en seiyū, solía ser actriz de teatro, así como también actriz de voz en radio dramas desde 2002. Es conocida por interpretar al personaje de Mikasa Ackerman en Shingeki no Kyojin. También dio voz a China Kousaka en Gundam Build Fighters, Sayuri Haruno en Bonjour Sweet Love Patisserie, Hakuno Kishinami en el anime Fate/Extra Last Encore, Enterprise en Azur Lane, Hinaki Shinjo en Aikatsu! y 2B en Nier: Automata. En la octava edición de los Seiyū Awards de 2014, Ishikawa ganó el premio en la categoría de "Mejor actriz de reparto".

## Carrera
A los 6 años, Ishikawa se unió a la compañía Himawari Theatre Group en Osaka mientras viajaba a la escuela cuando era estudiante. Aparece en representaciones dentro de la compañía de teatro todos los años y, desde que llegó a Tokio, ha aparecido en presentaciones de clases musicales y presentaciones principales.
Su debut en el mundo de la animación tuvo lugar en 2007, tras realizar una audición por recomendación de un hombre relacionado con el mundo de la animación, quien la vio actuar en el teatro. Ese mismo año, dio voz al personaje de Dhianeila y Leisha Altoria Ol Yunos en el anime Heroic Age. Durante los siguientes seis años, Ishikawa dio voz a numerosos personajes secundarios, tales como la princesa del primer episodio de The Tower of Druaga: Sword of Uruk, a la vez que continuaba su formación como actriz de teatro. 
No sería hasta el 2013 cuando obtuvo el papel de Mikasa Ackerman en la popular Shingeki no Kyojin, por el cual ganaría el premio a Mejor Actriz Secundaria en los Seiyū Awards de 2014. En una entrevista realizada para Waoryu, comentó que la parte más divertida de pertenecer al elenco de Attack on Titan era el bromear con sus compañeros acerca de cuántos episodios serían los que durasen en la serie, dada la media de muertes de personajes por episodio. También ha dicho que, si tuviese que dar voz a otro personaje de la serie que no fuera Mikasa, este sería un titán.
Cree que la actuación en el teatro y la actuación de voz son similares, en tanto que la esencia es la misma. No obstante, la parte técnica es para ella diferente, puesto que un seiyu ha de hacer coincidir su voz con la de los personajes que aparecen en pantalla. Explica por ello que en varias ocasiones tiene que sobreactuar y modular su voz para que el personaje sea creíble, lo que supone un reto.

## Vida personal
El 30 de mayo de 2021 anunció su matrimonio en su cumpleaños número 32. 
El 11 de mayo de 2025, Ishikawa anunció que acababa de dar a luz a su primer hijo.

## Filmografía

### Series de televisión
| Año  | Título                                                                         | Personaje                           |
| ---- | ------------------------------------------------------------------------------ | ----------------------------------- |
| 2007 | Heroic Age                                                                     | Dhianeila y Leisha Altoria Ol Yunos |
| 2009 | Darker than Black: Gemini of the Meteor                                        | Tanya                               |
| 2009 | The Tower of Druaga: The Sword of Uruk                                         | Princess (ep 1)                     |
| 2013 | Attack on Titan                                                                | Mikasa Ackerman                     |
| 2013 | Gundam Build Fighters                                                          | China Kousaka                       |
| 2013 | Pokémon Origins                                                                | Reina                               |
| 2013 | Lupin III: Princess of the Breeze - Hidden City in the Sky                     | Yutika                              |
| 2014 | Aikatsu!                                                                       | Hinaki Shinjo                       |
| 2014 | Shingeki no Kyojin: Guren no Yumiya                                            | Mikasa Ackerman                     |
| 2014 | Bonjour Sweet Love Patisserie                                                  | Sayuri Haruno                       |
| 2014 | Yu-Gi-Oh! ARC-V                                                                | Reira Akaba                         |
| 2015 | Fafner in the Azure: -EXODUS-                                                  | Mimika Mikagami                     |
| 2015 | Owari no Seraph                                                                | Shigure Yukimi                      |
| 2015 | Yu-Gi-Oh! ARC-V                                                                | Olga                                |
| 2016 | Qualidea Code                                                                  | Canaria Utara                       |
| 2016 | Girlish Number                                                                 | Koto Katakura                       |
| 2017 | Attack on Titan (segunda temporada)                                            | Mikasa Ackerman                     |
| 2017 | Eromanga Sensei                                                                | Tomoe Takasago                      |
| 2017 | Rokudenashi Majutsu Koushi to Akashic Records                                  | Wendy Nablesse                      |
| 2018 | Violet Evergarden                                                              | Violet Evergarden                   |
| 2018 | Fate/Extra Last Encore                                                         | Hakuno Kishinami                    |
| 2018 | Devils' Line                                                                   | Tsukasa Taira                       |
| 2018 | Hataraku Saibō                                                                 | Glóbulo Rojo Junior (NT4201)        |
| 2018 | Attack on Titan (tercera temporada)                                            | Mikasa Ackerman                     |
| 2019 | Azur Lane                                                                      | Enterprise                          |
| 2019 | Assasin's Pride                                                                | Elise Angel                         |
| 2019 | Kemono friends 2                                                               | Kyururu                             |
| 2019 | Attack on Titan (tercera temporada 2ª parte)                                   | Mikasa Ackerman                     |
| 2020 | Runway de Waratte                                                              | Honoka Tsumura                      |
| 2020 | Attack on Titan (cuarta temporada)                                             | Mikasa Ackerman                     |
| 2020 | Iwa Kakeru! Climbing Girls                                                     | Jun Uehara                          |
| 2020 | Kamisama ni Natta Hi                                                           | Kyōko Izanami                       |
| 2021 | Dragon Quest: Dai no Daibouken                                                 | Amy                                 |
| 2021 | Ex-Arm                                                                         | Alisa Himegami                      |
| 2021 | Tropical-Rouge! Pretty Cure                                                    | Minori Ichinose/Cure Papaya         |
| 2021 | Battle Athletes Daiundōkai ReSTART!                                            | Eva Garenstein                      |
| 2021 | Sayonara Watashi no Cramer                                                     | Haruna Itō                          |
| 2021 | Seijo no Maryoku wa Bannō Desu                                                 | Sei Takanashi                       |
| 2021 | Aikatsu Planet!                                                                | Haute Couture Mirror                |
| 2021 | Genjitsushugi Yūsha no Ōkoku Saikenki                                          | Jeanne Euphoria                     |
| 2021 | Tensei shitara Slime Datta Ken 2nd Season                                      | Kagali                              |
| 2021 | Shiroi Suna no Aquatope                                                        | Chiyu Haebara                       |
| 2021 | Kyōkai Senki                                                                   | I-LeS Kai                           |
| 2021 | Platinum End                                                                   | Manami Yumiki                       |
| 2022 | Hakozume: Koban Joshi no Gyakushuu                                             | Seiko Fuji                          |
| 2022 | Genjitsushugi Yūsha no Ōkoku Saikenki Part 2                                   | Jeanne Euphoria                     |
| 2022 | Akebi-chan no Sailor-fuku                                                      | Riri Minakami                       |
| 2022 | Attack on Titan (cuarta temporada, parte 2)                                    | Mikasa Ackerman                     |
| 2022 | Love Live! Nijigasaki High School Idol Club 2nd Season                         | Misato Kawamoto                     |
| 2022 | Black★★Rock Shooter: Dawn Fall                                                 | Black★Rock Shooter                  |
| 2022 | Kyōkai Senki Part 2                                                            | I-LeS Kai                           |
| 2022 | Arknights: Reimei Zensou                                                       | Liskarm                             |
| 2023 | Kōri Zokusei Danshi to Kūru na Dōryō Joshi                                     | Fuyutsuki-san                       |
| 2023 | Nier: Automata Ver1.1a                                                         | 2B                                  |
| 2023 | Alice Gear Aegis Expansion                                                     | Fumika Momoshina                    |
| 2023 | Dekiru Neko wa Kyō mo Yūutsu                                                   | Saku Fukuzawa                       |
| 2023 | Synduality: Noir                                                               | Ada                                 |
| 2023 | Kamonohashi Ron no Kindan Suiri                                                | Hayami                              |
| 2023 | Seijo no Maryoku wa Bannō Desu 2nd Season                                      | Sei Takanashi                       |
| 2023 | Attack on Titan (cuarta temporada, parte 3)                                    | Mikasa Ackerman                     |
| 2023 | Seiken Gakuin no Makentsukai                                                   | Riselia Ray Crystalia               |
| 2023 | Undead Unluck                                                                  | Mui                                 |
| 2023 | Arknights: Tōin Kiro                                                           | Liskarm                             |
| 2023 | Kusuriya no Hitorigoto                                                         | Lihua                               |
| 2024 | Synduality: Noir Part 2                                                        | Ada                                 |
| 2024 | Gekai Elise                                                                    | Elise de Clorance                   |
| 2024 | Tensei Shitara Slime Datta Ken 3rd Season                                      | Kagali                              |
| 2024 | Kenka Dokugaku                                                                 | Kaho Asamiya                        |
| 2024 | Nier: Automata Ver1.1a Part 2                                                  | 2B                                  |
| 2024 | Oi! Tonbo 2nd Season                                                           | Hinoki Otoha                        |
| 2024 | Yowai 5000-nen no Sōshoku Dragon, Iwarenaki Jaryū Nintei 2nd Season            | Vanessa                             |
| 2025 | Guilty Gear Strive: Dual Rulers                                                | Unika                               |
| 2025 | Kanpeki Sugite Kawaigeganai to Konyaku Haki Sareta Seijo wa Ringoku ni Urareru | Philia                              |
| 2025 | Watashi o Tabetai, Hito de Nashi                                               | Shiori Oumi                         |
| 2025 | Yūsha Party o Tsuihō Sareta Shiro Madōshi, S-Rank Bōkensha ni Hirowareru       | Rina                                |
| 2025 | Isekai Munchkin: HP 1 no Mama de Saikyō Saisoku Danjon Kōryaku                 | Lumilia Sherwood                    |
| 2025 | Towa no Yūgure                                                                 | Yūgure                              |

### OVA
- XxxHolic Shunmuki (Ryoukan girl) ep 1
- Attack on Titan (Mikasa Ackerman)

### Películas
- Mobile Suit Gundam GQuuuuuX: Beginning - Nyaan
- Koe no Katachi - Miyoko Sahara
- Shingeki no Kyojin: Jiyū no Tsubasa - Mikasa Ackerman
- Jurassic World: Fallen Kingdom (Doblaje Japonés) - Zia Rodríguez

### Videojuegos
- Accel World vs Sword Art Online (Philia)
- Attack on Titan: Wings of Freedom (Mikasa Ackerman)
- Naruto x Boruto: Ultimate Ninja Storm Connections (Hikari/Nanashi Uchiha)
- Nier: Automata (2B)
- Girls' Frontline (Model SP21 "Gager")
- Arknights (Nightingale)
- Arknights (Liskarm)
- Azur Lane (Enterprise)
- Alchemy Stars (Sharona)
- Ash Arms (Yak-7)
- Langrisser Mobile (Knight of Mystery)
- Destiny Child (Eve)
- Digimon ReArise (Mon)
- Fate/Grand Order (Morgan le Fay)
- Punishing: Gray Raven (Lucia)
- Lord of Heroes (Olivia)
- Tower of Fantasy (Meryl)
- Genshin Impact (Clorinde)
- Goddess of Victory: Nikke (Rapi)
- Guardian Tales (Mk. 99)
- Honkai: Star Rail (Estela)
- Sword Art Online: Hollow Fragment (Philia)
- Sword Art Online: Lost Song (Philia)
- Sword Art Online: Hollow Realization (Philia)
- Wuthering Waves (Yangyang)

## Premios
| Año  | Premio                                       | Resultado |
| ---- | -------------------------------------------- | --------- |
| 2014 | 8th Seiyu Awards por Mejor Actriz Secundario | Ganadora  |